# Таверньєр (Флорида)
Таверньєр (англ. Tavernier) — переписна місцевість (CDP) в США, в окрузі Монро штату Флорида. Населення — 2530 осіб (2020).

## Географія
Таверньєр розташований за координатами 25°1′54″ пн. ш. 80°29′41″ зх. д. / 25.03167° пн. ш. 80.49472° зх. д. (25.031746, -80.494625).  За даними Бюро перепису населення США в 2010 році переписна місцевість мала площу 6,83 км², з яких 6,51 км² — суходіл та 0,32 км² — водойми.

### Клімат
Громада знаходиться у зоні, котра характеризується кліматом тропічних саван. Найтепліший місяць — серпень із середньою температурою 28.8 °C (83.9 °F). Найхолодніший місяць — січень, із середньою температурою 20.9 °С (69.6 °F).
| Клімат Таверньєра       | Клімат Таверньєра | Клімат Таверньєра | Клімат Таверньєра | Клімат Таверньєра | Клімат Таверньєра | Клімат Таверньєра | Клімат Таверньєра | Клімат Таверньєра | Клімат Таверньєра | Клімат Таверньєра | Клімат Таверньєра | Клімат Таверньєра | Клімат Таверньєра |
| Показник                | Січ.              | Лют.              | Бер.              | Квіт.             | Трав.             | Черв.             | Лип.              | Серп.             | Вер.              | Жовт.             | Лист.             | Груд.             | Рік               |
| Абсолютний максимум, °C | 30,6              | 30,6              | 32,2              | 34,4              | 34,4              | 36,1              | 36,1              | 36,7              | 36,7              | 34,4              | 32,2              | 31,7              | 36,7              |
| Середній максимум, °C   | 24,4              | 25                | 26,6              | 28,1              | 29,7              | 31,1              | 31,9              | 32,1              | 31,2              | 29,3              | 26,9              | 25,1              | 28,4              |
| Середня температура, °C | 20,9              | 21,3              | 23,1              | 24,7              | 26,5              | 27,9              | 28,7              | 28,8              | 28,1              | 26,3              | 23,8              | 21,7              | 25,2              |
| Середній мінімум, °C    | 17,3              | 17,7              | 19,6              | 21,3              | 23,3              | 24,8              | 25,6              | 25,6              | 24,9              | 23,2              | 20,7              | 18,4              | 21,9              |
| Абсолютний мінімум, °C  | 1,7               | 3,9               | 4,4               | 10,6              | 16,1              | 18,3              | 20,6              | 18,9              | 18,9              | 12,8              | 5,6               | 1,7               | 1,7               |
| Норма опадів, мм        | 52                | 48                | 50                | 49                | 98                | 165               | 106               | 136               | 179               | 170               | 62                | 50                | 1167              |
| Днів з опадами          | 5                 | 5                 | 4                 | 4                 | 7                 | 10                | 10                | 12                | 13                | 11                | 6                 | 5                 | 92                |
| ----------------------- | ----------------- | ----------------- | ----------------- | ----------------- | ----------------- | ----------------- | ----------------- | ----------------- | ----------------- | ----------------- | ----------------- | ----------------- | ----------------- |
| Джерело: Weatherbase    |                   |                   |                   |                   |                   |                   |                   |                   |                   |                   |                   |                   |                   |

## Демографія
Згідно з переписом 2010 року, у переписній місцевості мешкало 2136 осіб у 974 домогосподарствах у складі 566 родин. Густота населення становила 313 осіб/км².  Було 1922 помешкання (281/км²).
Расовий склад населення:
| - 94,8 % — білих - 1,5 % — чорних або афроамериканців - 0,5 % — корінних американців - 0,4 % — азіатів - 1,0 % — осіб інших рас |

До двох чи більше рас належало 1,7 %. Частка іспаномовних становила 29,4 % від усіх жителів.
За віковим діапазоном населення розподілялося таким чином: 16,1 % — особи молодші 18 років, 66,5 % — особи у віці 18—64 років, 17,4 % — особи у віці 65 років та старші. Медіана віку мешканця становила 47,6 року. На 100 осіб жіночої статі у переписній місцевості припадало 108,2 чоловіків;  на 100 жінок у віці від 18 років та старших — 107,6 чоловіків також старших 18 років.
Середній дохід на одне домашнє господарство  становив 71 444 долари США (медіана — 47 216), а середній дохід на одну сім'ю — 96 905 доларів (медіана — 68 355). За межею бідності перебувало 10,1 % осіб, у тому числі 14,4 % дітей у віці до 18 років та 17,3 % осіб у віці 65 років та старших.
Цивільне працевлаштоване населення становило 1201 особа. Основні галузі зайнятості: мистецтво, розваги та відпочинок — 34,1 %, роздрібна торгівля — 15,6 %, освіта, охорона здоров'я та соціальна допомога — 9,5 %, науковці, спеціалісти, менеджери — 9,2 %.